# Blackboys
Blackboys este un sat în comitatul East Sussex, regiunea South East, Anglia. Satul se află în districtul Wealden. 